# ال فرنکن
اَلِن استوارت فرَنکِن (به انگلیسی: Al Franken) (زادهٔ ۲۱ مه ۱۹۵۱) نویسنده، کمدین، و سیاستمدار آمریکایی است که از سال ۲۰۰۹ به عنوان سناتور ایالات متحده از مینه‌سوتا فعالیت می‌کند. او در دهه‌های ۱۹۷۰ و ۱۹۸۰ با کار در شوی کمدی تلویزیونی پخش زنده شنبه شب به عنوان بازیگر و نویسنده به شهرت رسید. پس از دهه‌ها فعالیت به عنوان بازیگر و نویسنده کمدی او به یک فعال سیاسی برجسته لیبرال تبدیل شد. فرنکن نخستین بار در سال ۲۰۰۸ با اختلافی بسیار کم نسبت به سناتور وقت جمهوری‌خواه نرم کولمن به مجلس سنای ایالات متحده آمریکا انتخاب شد و در سال ۲۰۱۴ به آسانی مجدداً برای یک دوره دیگر انتخاب شد. فرنکن در یک سخنرانی در سنا در ۷ دسامبر ۲۰۱۷ استعفای خود را اعلام کرد.

## زندگی و تحصیلات
ال فرنکن در ۲۱ می سال ۱۹۵۱ در نیویورک متولد شد. پدر و مادرش یهودی بودند. خانواده او وقتی چهار سال داشت به آلبرت لی، مینه‌سوتا نقل مکان کرد. او در رشته علوم سیاسی در کالج هاروارد تحصیل کرده‌است.

## مجلس سنای آمریکا
ال فرنکن در سال‌های ۲۰۰۸ و ۲۰۱۴ برای ورود به عنوان نماینده سنای آمریکا فعالیت داشت. او در این سال‌ها به عنوان سناتور برگزیده شد و به مجلس سنای ایالات متحده آمریکا راه یافت.

### حادثه سو رفتار جنسی
لین توییدن مانکن و کارشناس برنامه‌های ورزشی تلویزیونی در ۱۶ نوامبر ۲۰۱۷ در یک پست بلاگی نوشت که در جریان یک تور اجرای برنامه برای سربازان فرنکن به زور او را حین تمرین پیش از اجرای برنامه بدون اجازهٔ او بوسیده. او نوشت «او دستش را پشت سرم گذاشت لبهایش را به لبهایم فشرد و به زور زبانش را وارد دهانم کرد… مشمئز و پریشان شده بودم.» همچنین عکسی از فرنکن در حالی که به نظر می‌رسد سینه‌های توییدن را وقتی که او بر روی صندلی هواپیما خوابیده دستمالی می‌کند منتشر شد. فرنکن در پاسخ گفت به درستی تمرین برای اجرا را به یاد نمی‌آورد ولی خالصانه‌ترین عذرخواهی‌ها را به لین می‌فرستد. در خصوص عکس گفت مسلماً نباید این کار را می‌کرده و بامزه نبوده‌است.
میچ مکانل و چاک شومر رهبران سنا اطلاعات مرتبط را برای بررسی به کمیته اخلاقی سنا فرستادند. فرنکن در یک سخنرانی در سنا در ۷ دسامبر ۲۰۱۷ استعفای خود را اعلام کرد.

## زندگی شخصی
ال فرانکن با همسرش با نام فرانی برایسون در هاروارد آشنا شد. آنها ساکن مینه‌سوتا هستند و دو فرزند دارند.

## کتاب‌ها
برخی از کتاب‌های ال فرنکن:
- Rush Limbaugh Is a Big Fat Idiot and Other Observations (Delacorte Press, 1996)
- Why Not Me?: The Inside Story of the Making and Unmaking of the Franken Presidency (Delacorte Press, 1999)
- Oh, the Things I Know!: A Guide to Success, or Failing That, Happiness (Plume Books, 2003)
- Lies and the Lying Liars Who Tell Them: A Fair and Balanced Look at the Right (Dutton Books, 2003)
- The Truth (With Jokes) (Dutton Books, 2005)
- Al Franken, Giant of the Senate (Grand Central Publishing, 2017)